# آیگدزور
آیگدزور (به ارمنی: Այգեձոր) یک روستا در ارمنستان است که در استان تاووش واقع شده‌است.  در ۷۵ کیلومتری جنوب شرق ایجوان، مرکز استان تاووش واقع شده است.

## خصوصیات
آیگدزور  ۲٬۰۴۴ نفر جمعیت دارد و در ارتفاع ۸۳۰ متر بالاتر از سطح دریا قرار گرفته است.

## جاذبه‌های تاریخی

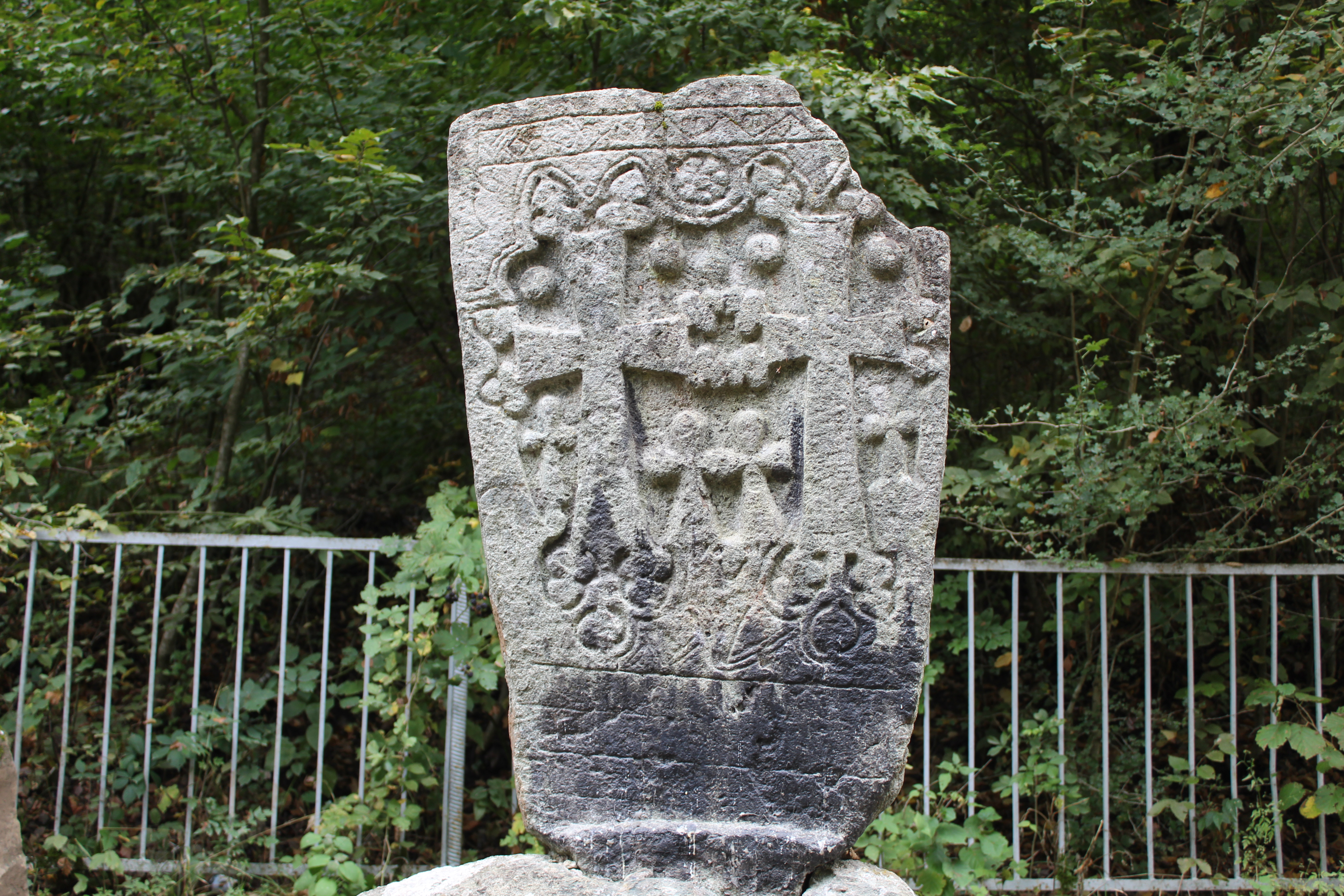
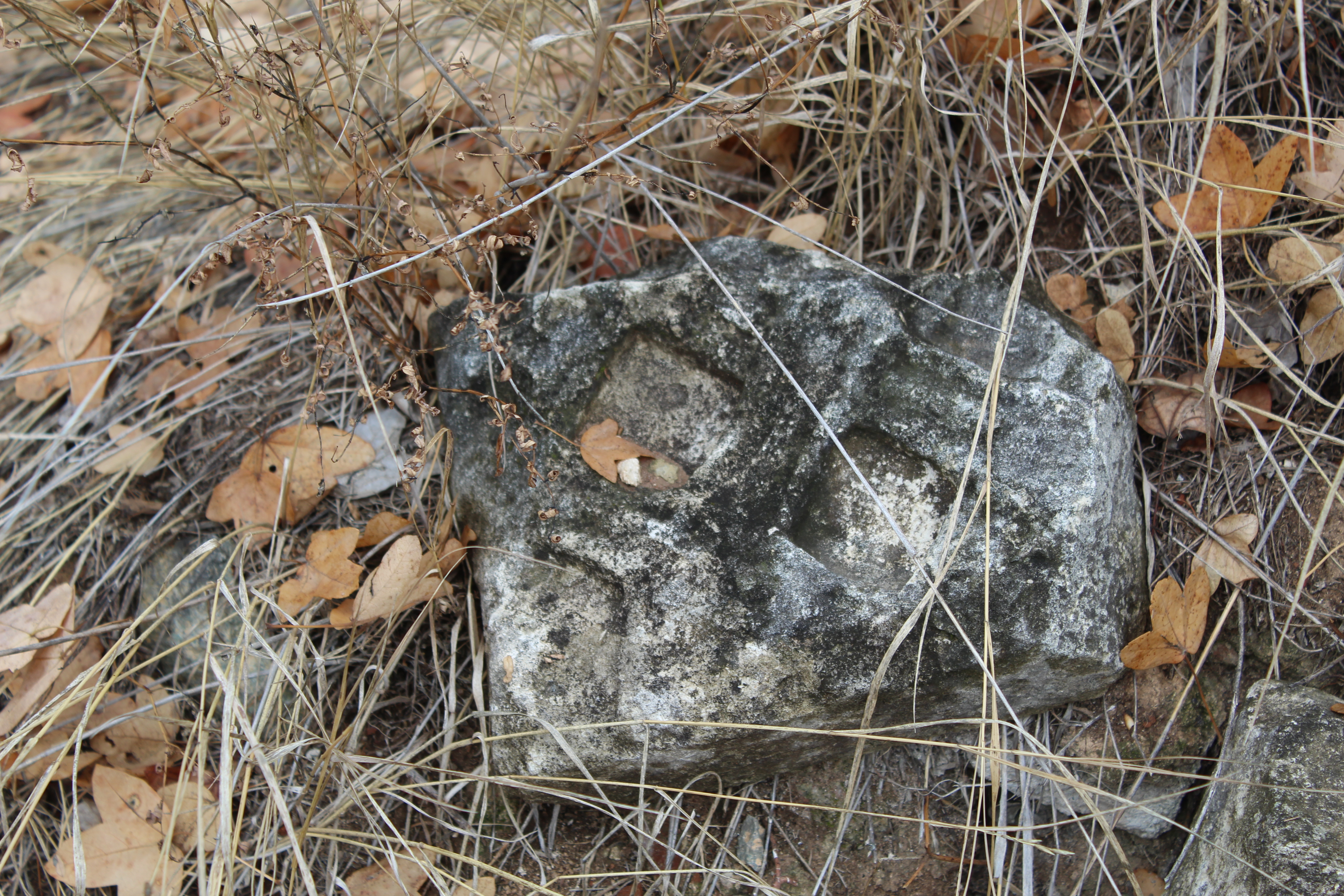
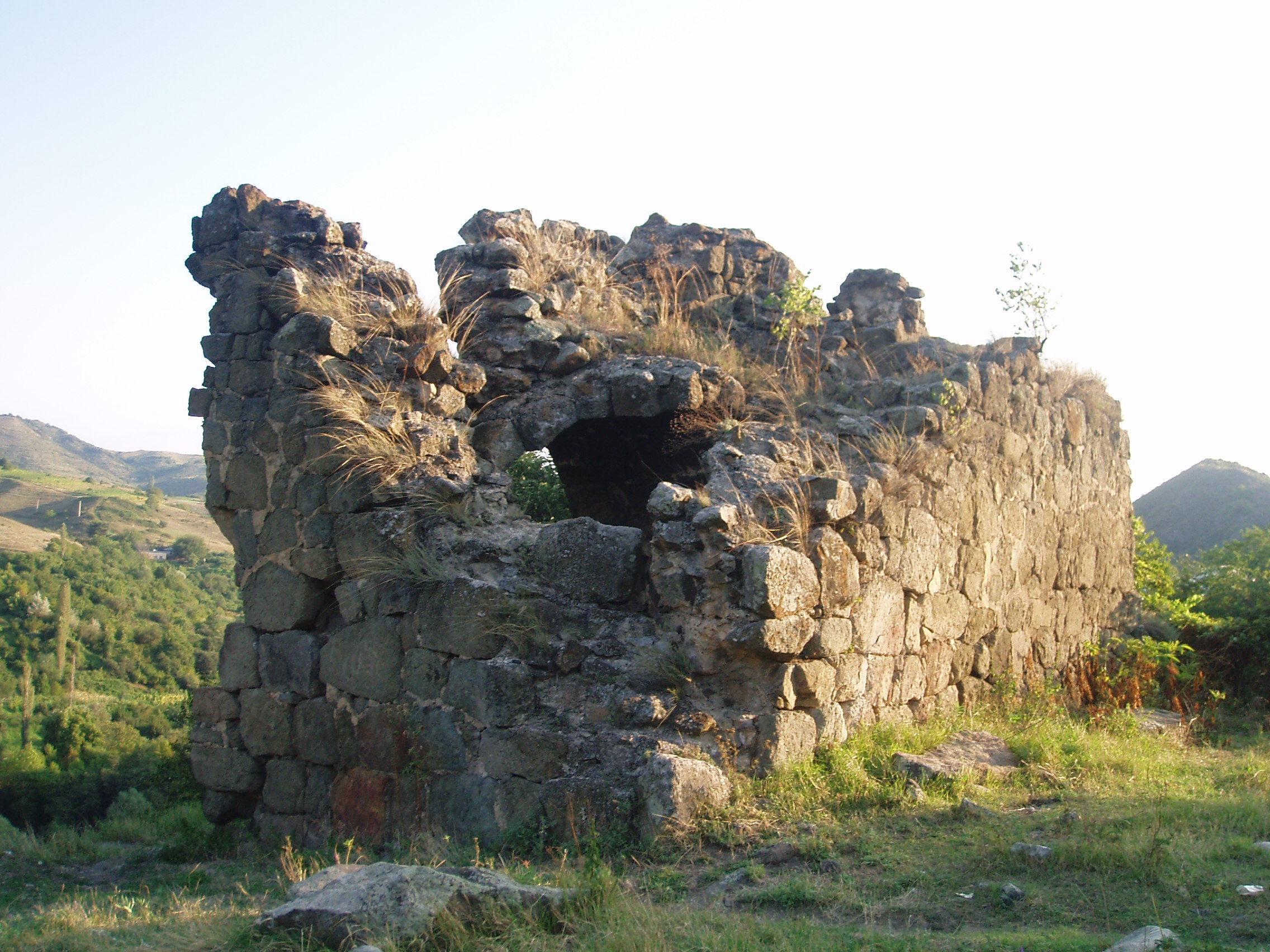
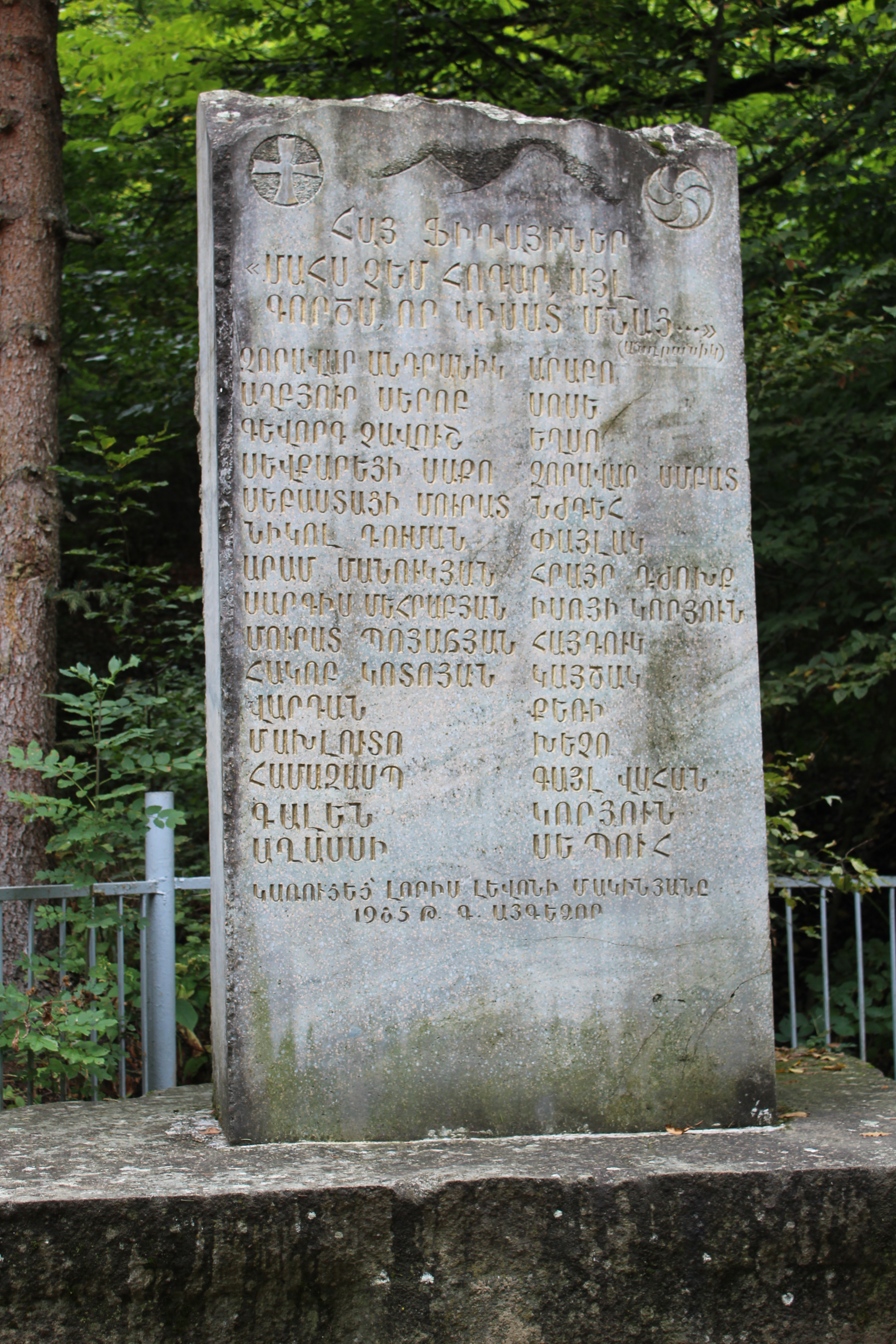